# Cacochroa
Cacochroa is een geslacht van vlinders van de familie grasmineermotten (Elachistidae).

## Soorten
- C. corfuella Lvovsky, 2000
- C. permixtella (Herrich-Schäffer, 1854)